# 公安部食品药品犯罪侦查局
公安部食品药品犯罪侦查局，序列号公安部七局，简称食药侦局，是中华人民共和国公安部内设机构，负责食品药品、知识产权、生态环境、森林草原、生物安全案件侦查工作。

## 沿革
1948年，东北行政委员会在东北林区建立林业公安机构。1984年3月5日，林业部会同公安部向国务院呈交《关于林业公安体制问题的请示》，提出设立林业部林业公安局。5月3日，经国务院同意，中华人民共和国劳动人事部下发《关于林业公安体制问题的通知》，决定成立林业部林业公安局，由中华人民共和国林业部与公安部双重领导、列入公安部序列。通知规定地方各级林业公安机关列入同级公安机关序列，由林业行政部门与公安机关双重领导，以地方为主的管理体制。8月，公安部决定将林业部林业公安局列为公安部十六局。1984年11月26日，林业部林业公安局（公安部十六局）正式成立。
1985年12月30日，经商最高人民检察院、最高人民法院同意，林业部成立林业部检察院法院工作办公室，垂直管理原属森林工业企业的林区法院、林区检察院，林业部检法工办与林业部林业公安局合署办公。
1994年1月30日，根据《林业部职能配置、内设机构和人员编制规定》，林业部林业公安局更名为林业部公安局。
1998年3月10日，第九届全国人民代表大会第一次会议通过《国务院机构改革方案》，撤销林业部，组建国务院直属机构国家林业局。改革后，原林业部公安局、林业部武装森林警察办公室合并组建为国家林业局森林公安局（公安部十六局），加挂国家林业局森林防火办公室、武装森林警察办公室牌子。根据同年修订的《中华人民共和国森林法》，林业公安统一更名为森林公安。
1999年8月4日，中国人民武装警察部队森林部队指挥部成立，国家林业局森林公安局不再加挂国家林业局武装森林警察办公室牌子。2005年1月1日，国务院办公厅印发《国务院办公厅关于第二批中央企业分离办社会职能工作有关问题的通知》，将林业公安、检察、法院从林业企业中分离，成建制移交地方政府。
2014年，时任公安部治安管理局副局长华敬锋在国家食品药品监督管理总局新闻发布会上表示，在已有的繁重侦查任务之下，公安机关还要拿出相当一部分精力来打击食品药品等新型、专业性强的犯罪，打击力量非常不足。尽管山东、河北、辽宁等地已成立专门打击食药犯罪的总队、支队和大队，但在全国层面上公安机关尚未自上而下建立食药犯罪侦查的专门队伍。根据2013年国务院制定的相关文件，公安部将成立专门的食药犯罪侦查局，以加强打击食药犯罪的力量。
2018年9月11日，中共中央办公厅、国务院办公厅发出《国家林业和草原局职能配置、内设机构和人员编制规定》，决定组建国家林业和草原局森林公安局（公安部十六局），撤销国家林业局森林公安局。2018年12月，中办、国办印发《行业公安机关管理体制调整工作方案》，按照“警是警、政是政、企是企”的要求，将铁路公安、森林公安、交通公安由双重领导调整为公安部领导；海关缉私公安和民航公安实行双重领导，以公安部领导为主。2018年12月28日，中央政法委召开行业公安机关管理体制调整工作部署会议。
2019年2月27日，中办、国办印发《公安部职能配置、内设机构和人员编制规定》。决定组建公安部食品药品犯罪侦查局（公安部七局），承担食品药品、知识产权、生态环境、森林草原、生物安全案件侦查职能，撤销国家林业和草原局森林公安局（公安部十六局），森林公安队伍成建制划转省级公安厅（局）。
2019年12月30日，国家林业和草原局举行森林公安局转隶公安部交接仪式，森林公安整体划转公安部实行统一领导管理，业务上接受林草部门的指导。

## 历任领导
| 公安部食品药品犯罪侦查局局长 - 吕武钦 一级警监（2019年2月27日至今） | 公安部食品药品犯罪侦查局副局长 - 李剑涛 二级警监（2019年2月27日至今，兼巡视员） |